# موزه هنر اسپنسر
موزه هنر اسپنسر یک موزه هنری است که توسط دانشگاه کانزاس در لارنس، کانزاس اداره می‌شود. این موزه که توسط اتحاد موزه‌های آمریکا تأییدشده است، تلاش می‌کند «... مجموعه‌اش را به‌عنوان یک آرشیو زنده که انگیزه‌ای برای تحقیق و آموزش شیئ‌محور، کار خلاق، و گفتگوی عمومی پیشرفته، ارائه کند».

## تاریخچه
در سال ۱۹۱۷، سالی کیسی تایر، کلکسیونر هنری کانزاس سیتی، مجموعه بیش از هفت هزار اثر هنری خود را که عمدتاً از آسیا و اروپا بود، به دانشگاه کانزاس اهدا کرد تا موزه‌ای را به منظور تشویق به مطالعه هنرهای زیبا در غرب میانه ایالات متحده تشکیل دهد. در سال ۱۹۲۸، مدرسه موزه هنر دانشگاه کانزاس را با کلکسیون تایر به عنوان پایه در سالن اسپونر تأسیس کرد. در دهه ۱۹۶۰، تحت مدیریت مرلین استوکستاد، موزه هنر از فضا پیشی گرفت.
در سال ۲۰۱۶، موزه هنر اسپنسر مرحله اول یک پروژه بازسازی بزرگ را با مدیریت شرکت معماری پی کاب فرید اند پارتنرز تکمیل کرد. علاوه بر تغییر بیش از ۳۰۰۰۰ فوت مربع از فضا، مرکز مطالعات استفن اچ. گودارد و مرکز آموزشی جک و لاون بروسو هر دو اضافه شدند. در همان سال، موزه کمک هزینه‌ای بالغ بر ۴۵۰۰۰۰ دلار از بنیاد اندرو دبلیو ملون برای حمایت از تحقیقات بین رشته‌ای دریافت کرد. سه سال بعد، ۶۵۰۰۰۰ دلار اضافی جایزه دریافت کرد.

## کارگردانان
- مرلین استوکستاد (۱۹۶۱–۱۹۶۸)
- چارلز سی الدرج (۱۹۷۱–۱۹۸۲)
- الیزابت برون (۱۹۸۲–۱۹۸۳)
- جی گیتس (۱۹۸۳–۱۹۸۷)
- آندره آ نوریس (۱۹۸۸–۲۰۰۴)
- سارالین ریس هاردی (۲۰۰۵–اکنون)

## نگارخانه

آثار منتخب موزه هنر اسپنسر
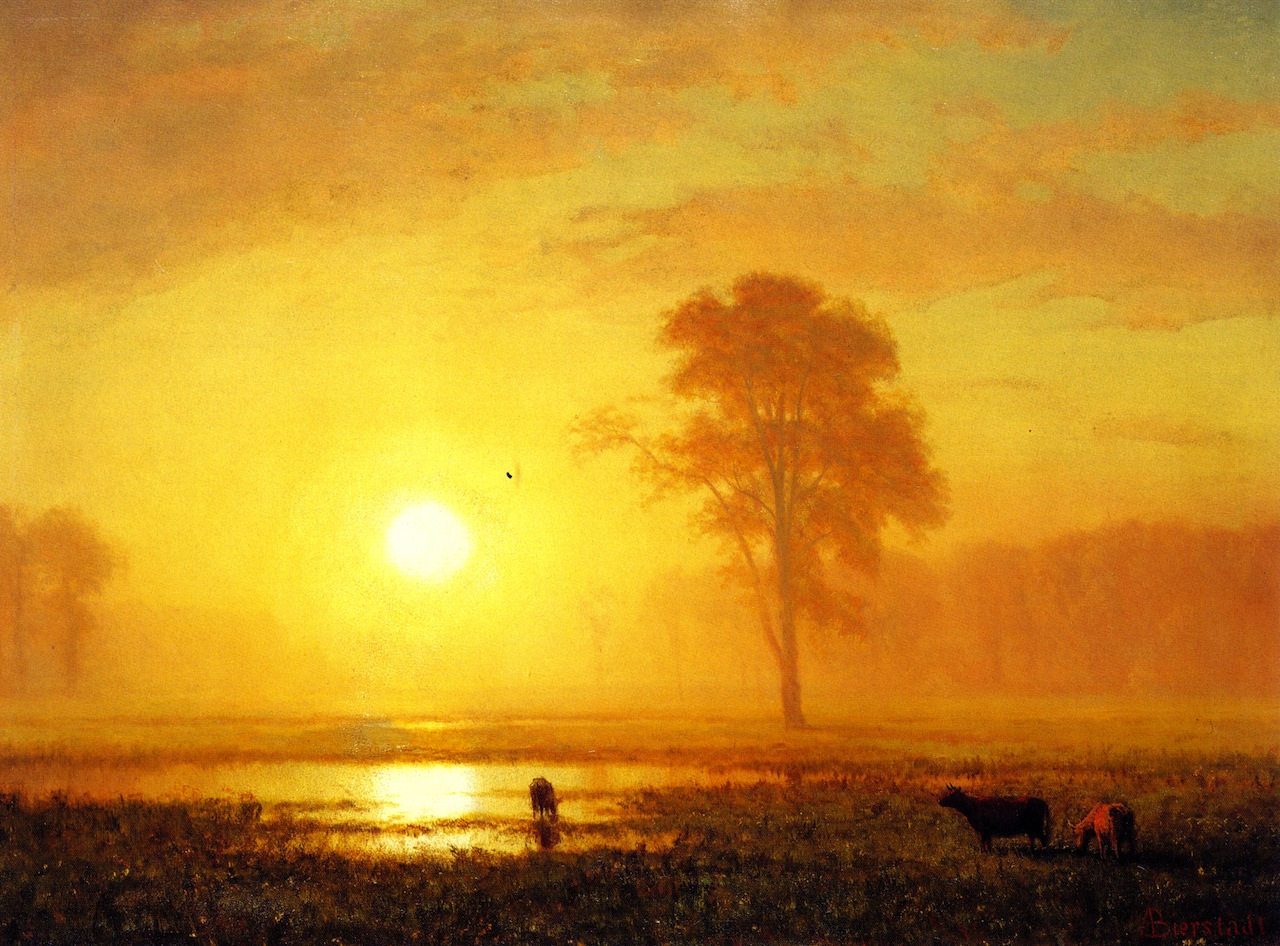
آلبرت بیرشتات ، غروب آفتاب در دشت ، ج. ۱۸۸۷
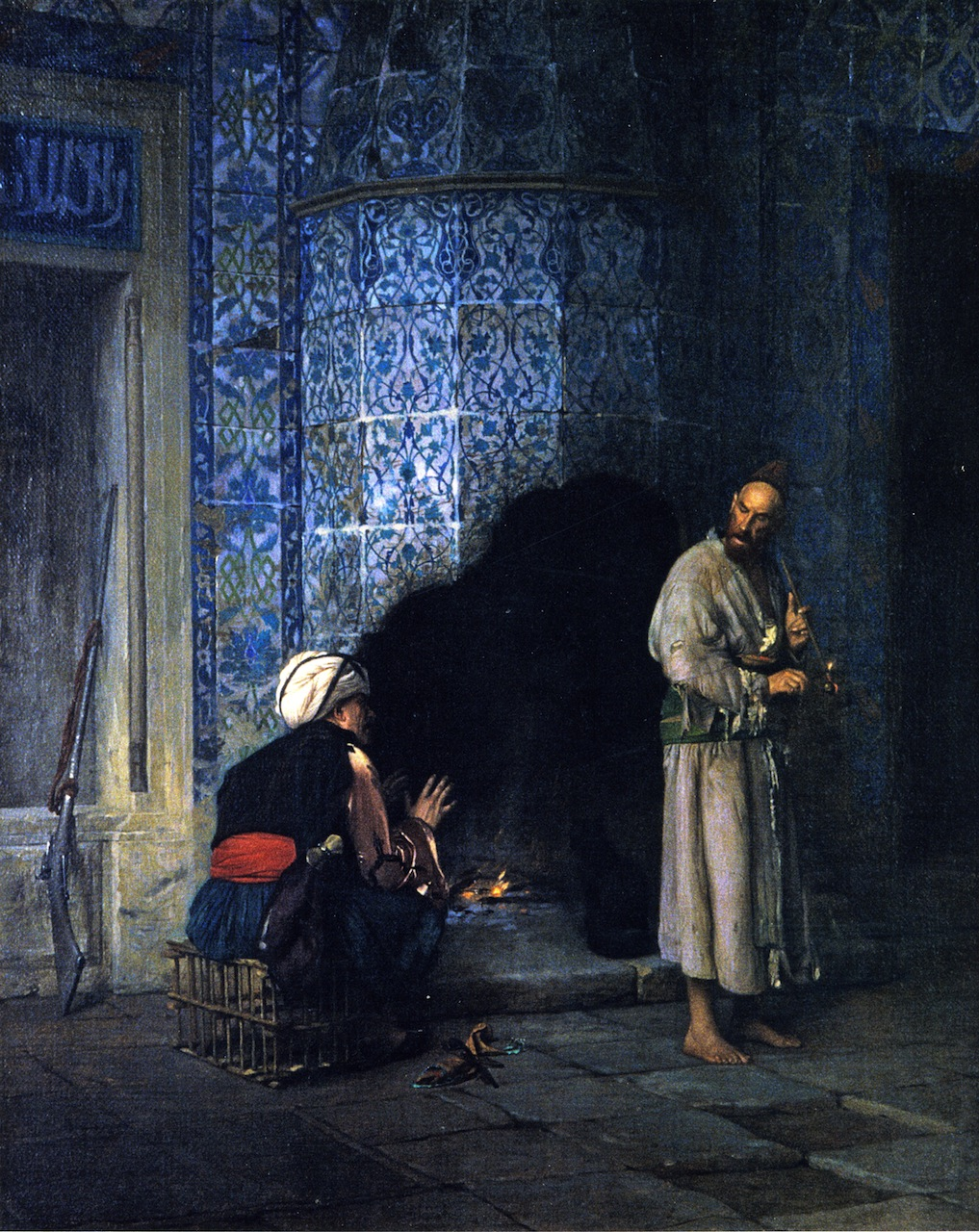
ژان لئون ژروم ، گفتگوی کنار آتش ، ۱۸۸۱
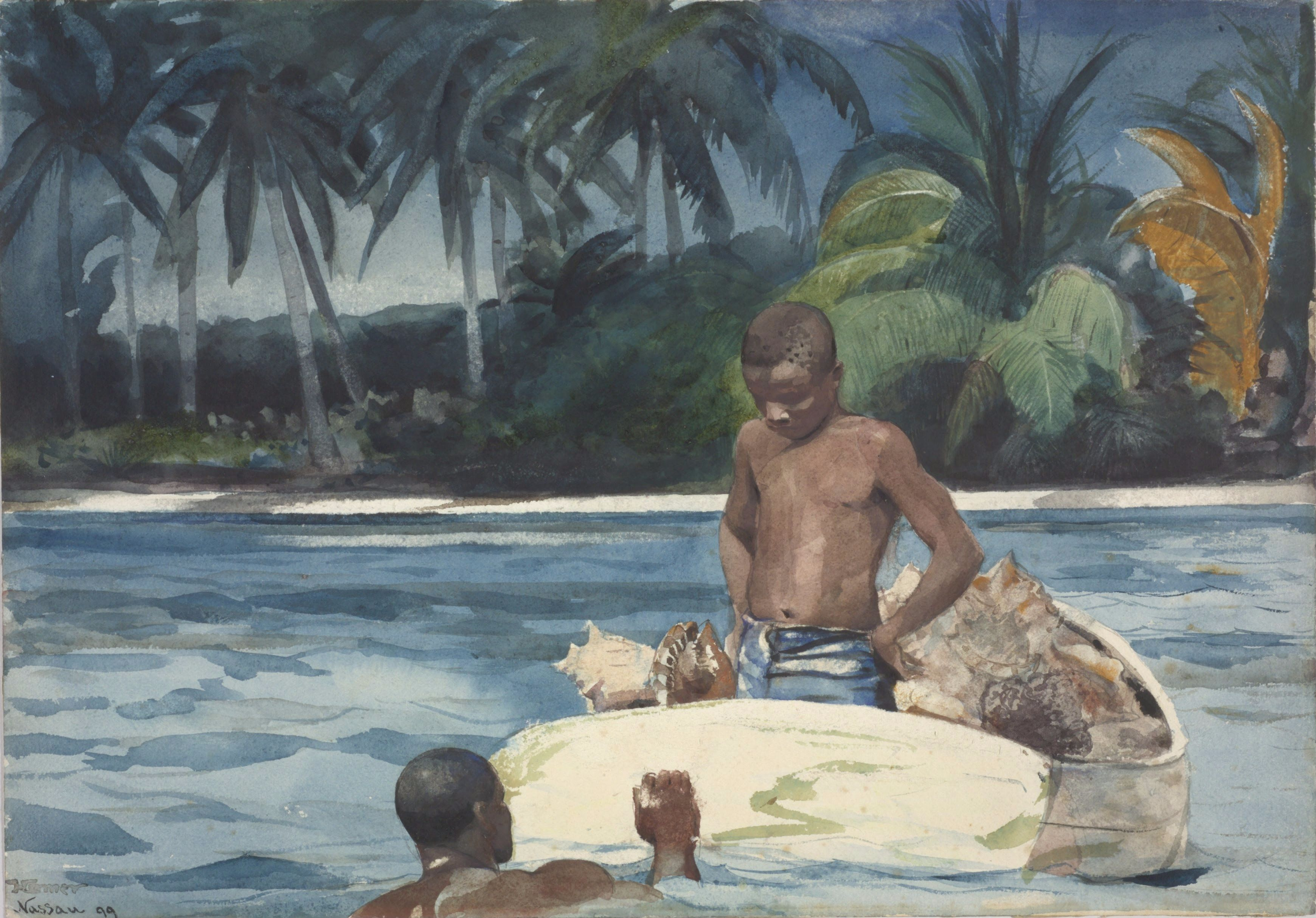
وینسلو هومر ، غواصان غرب هند ، ۱۸۹۹
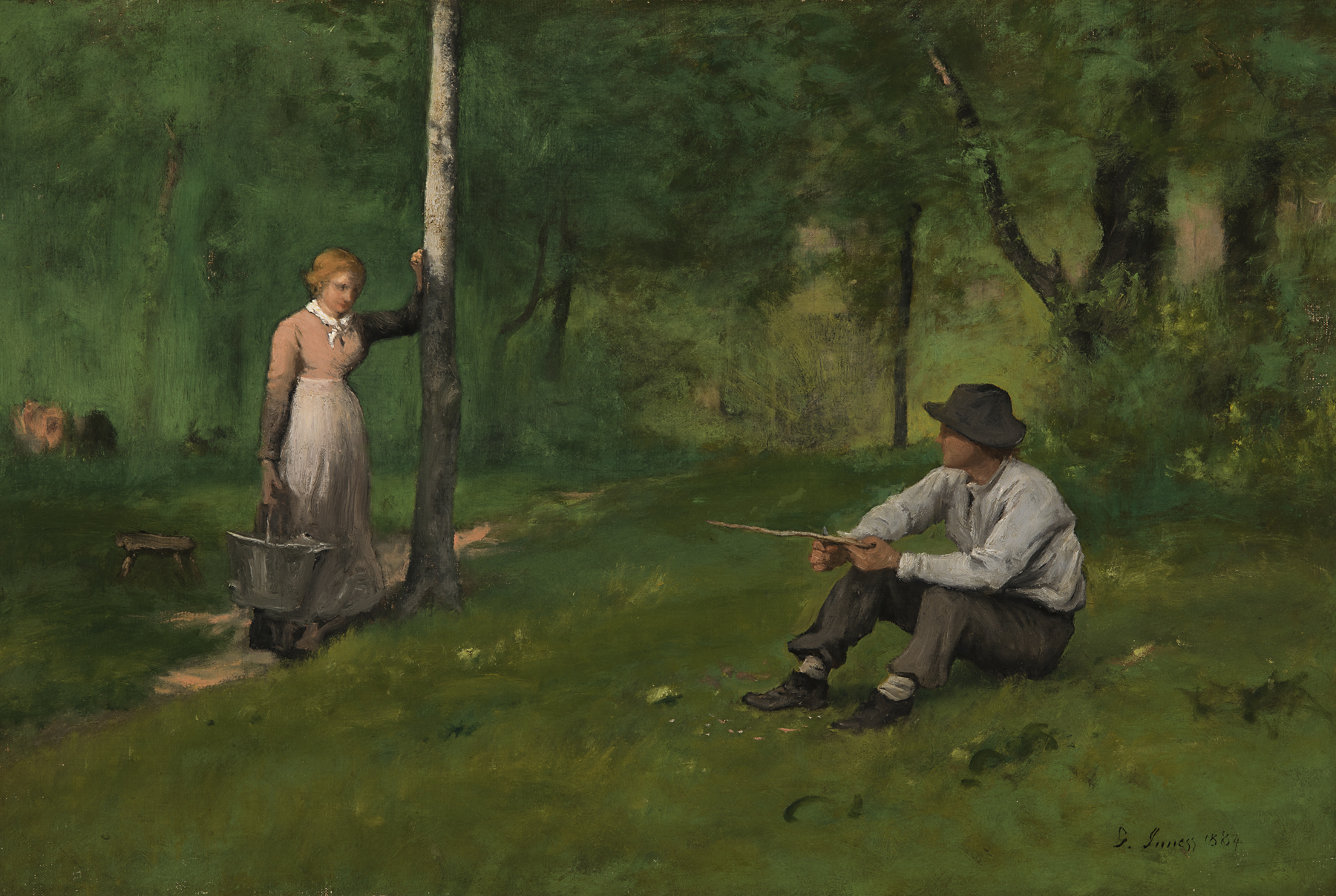
جورج اینس ، شایعات ، ۱۸۸۴
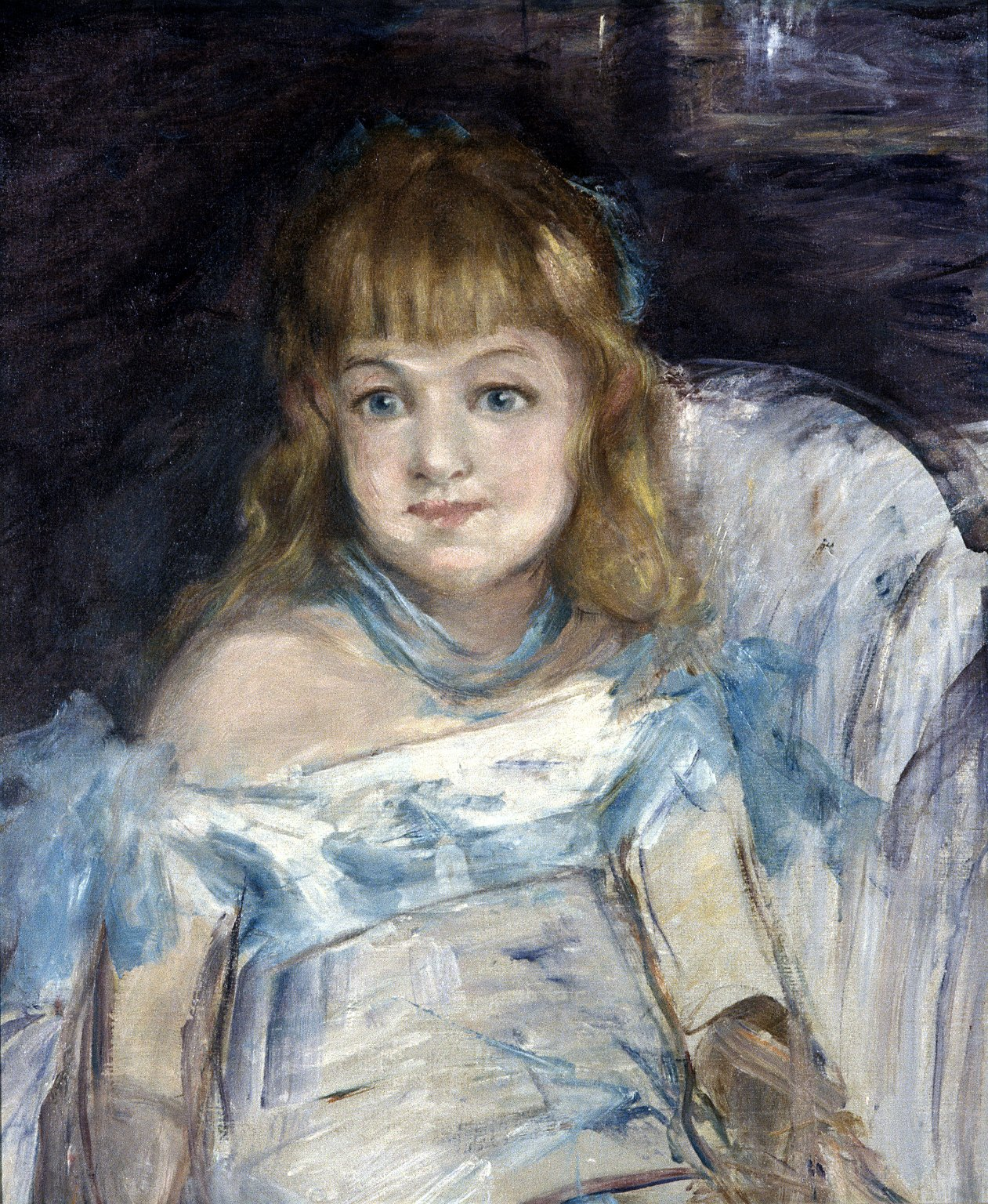
ادوارد مانه ، دختر کوچک روی صندلی راحتی، ۱۸۷۸
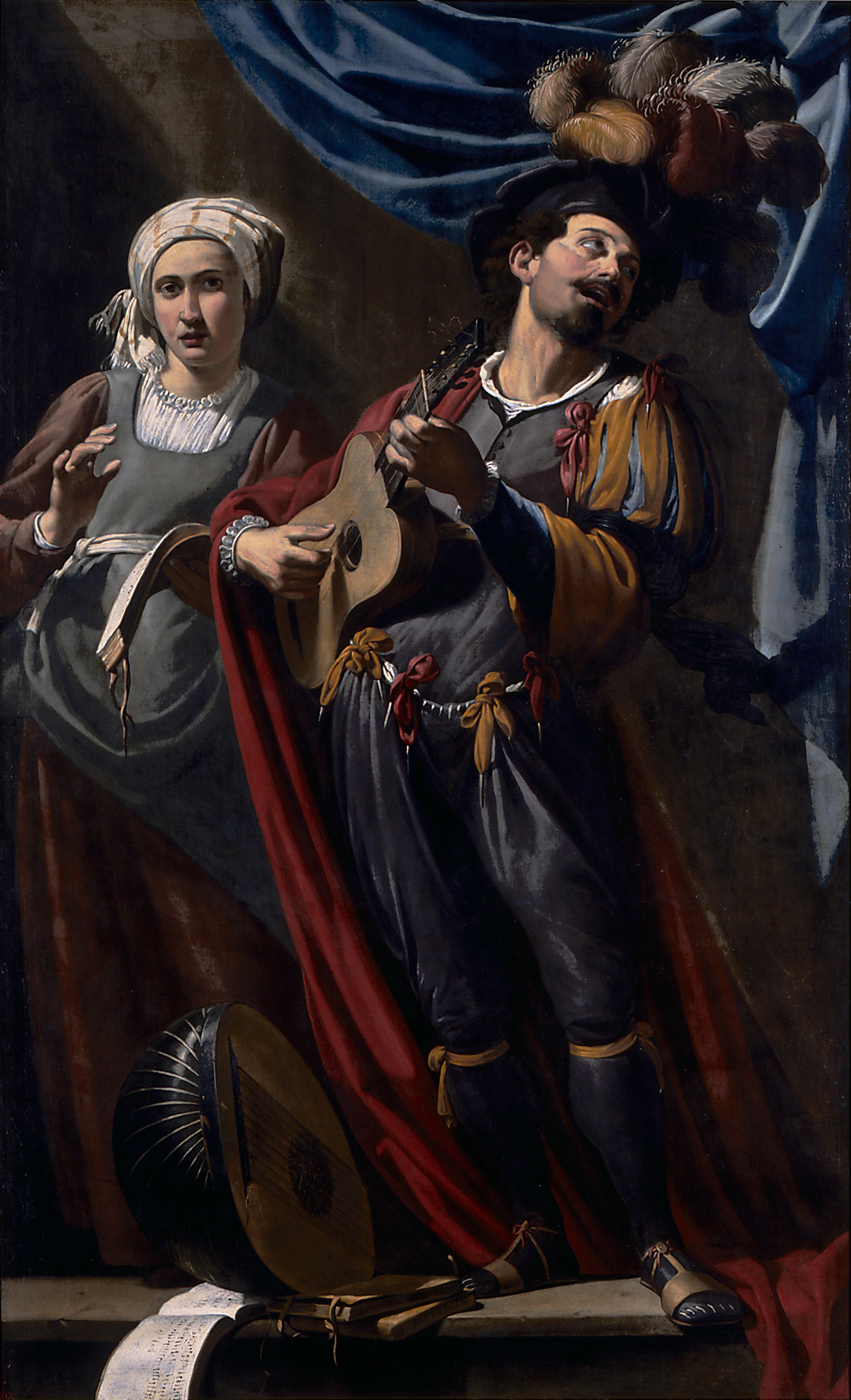
تئودور رومبوتس،  نوازندگان, ج. ۱۶۲۰
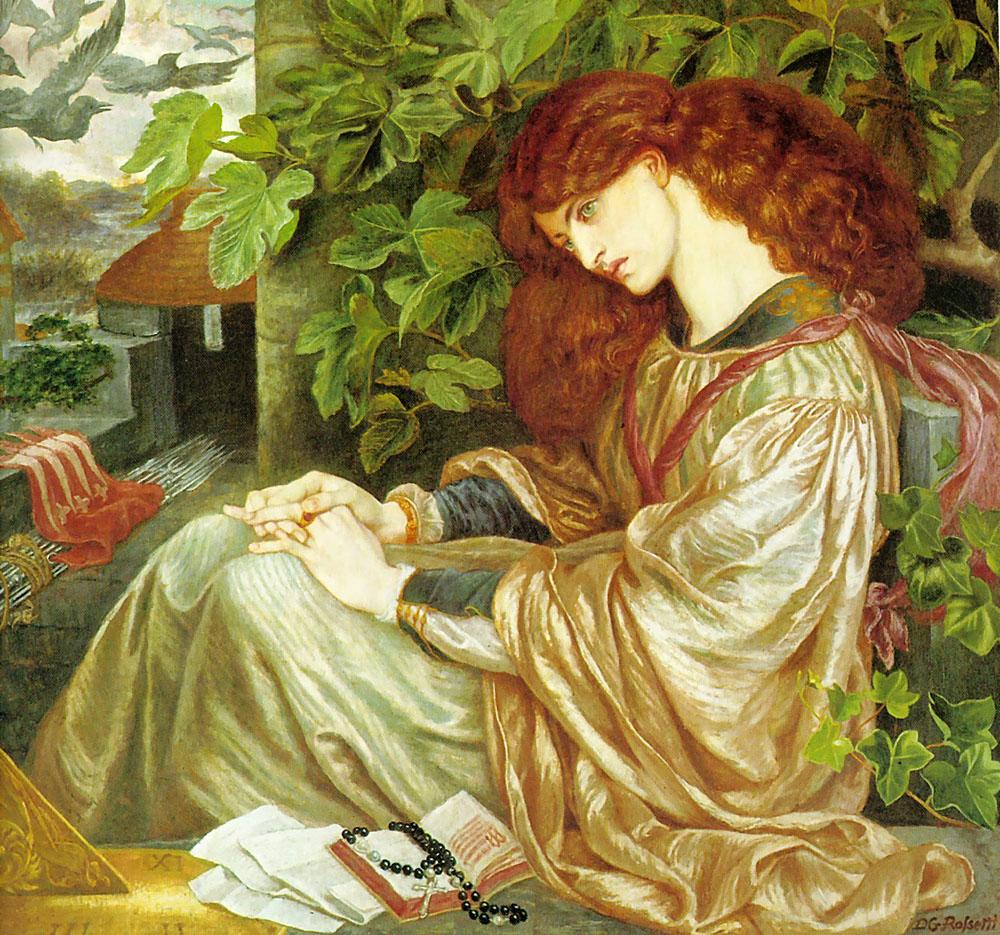
دانته گابریل روستی ، پیا د تولومی ، ج. ۱۸۷۵
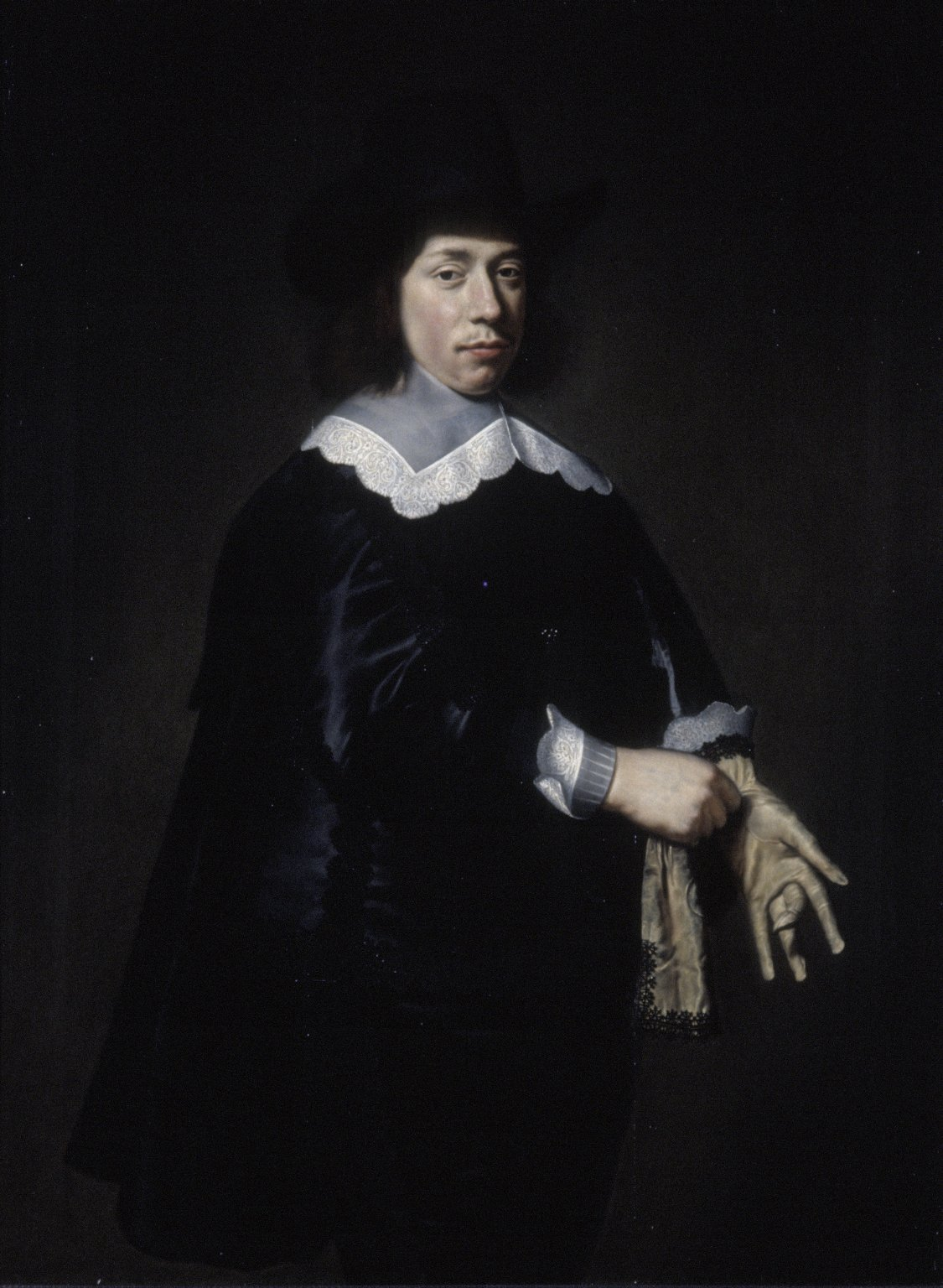
دیرک ون سنتوورت ، پرتره یک مرد ، ۱۶۴۳
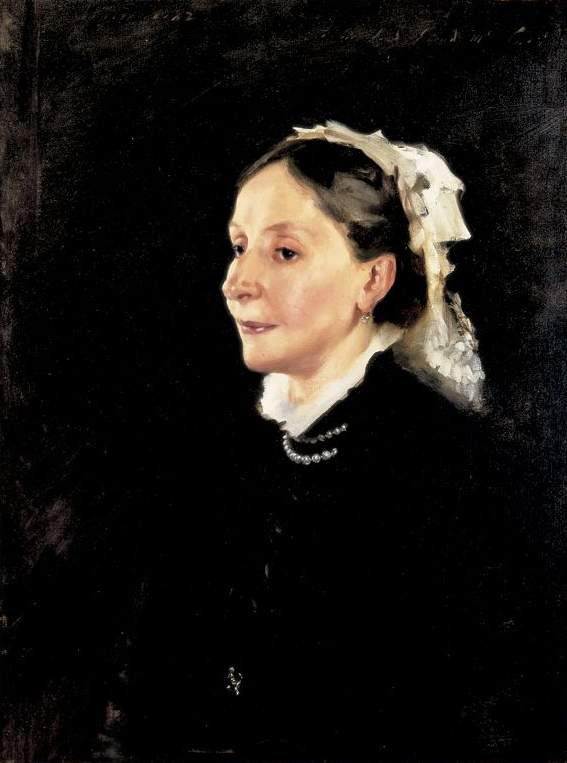
جان سینگر سارجنت ، آریانا کورتیس ، ۱۸۸۲
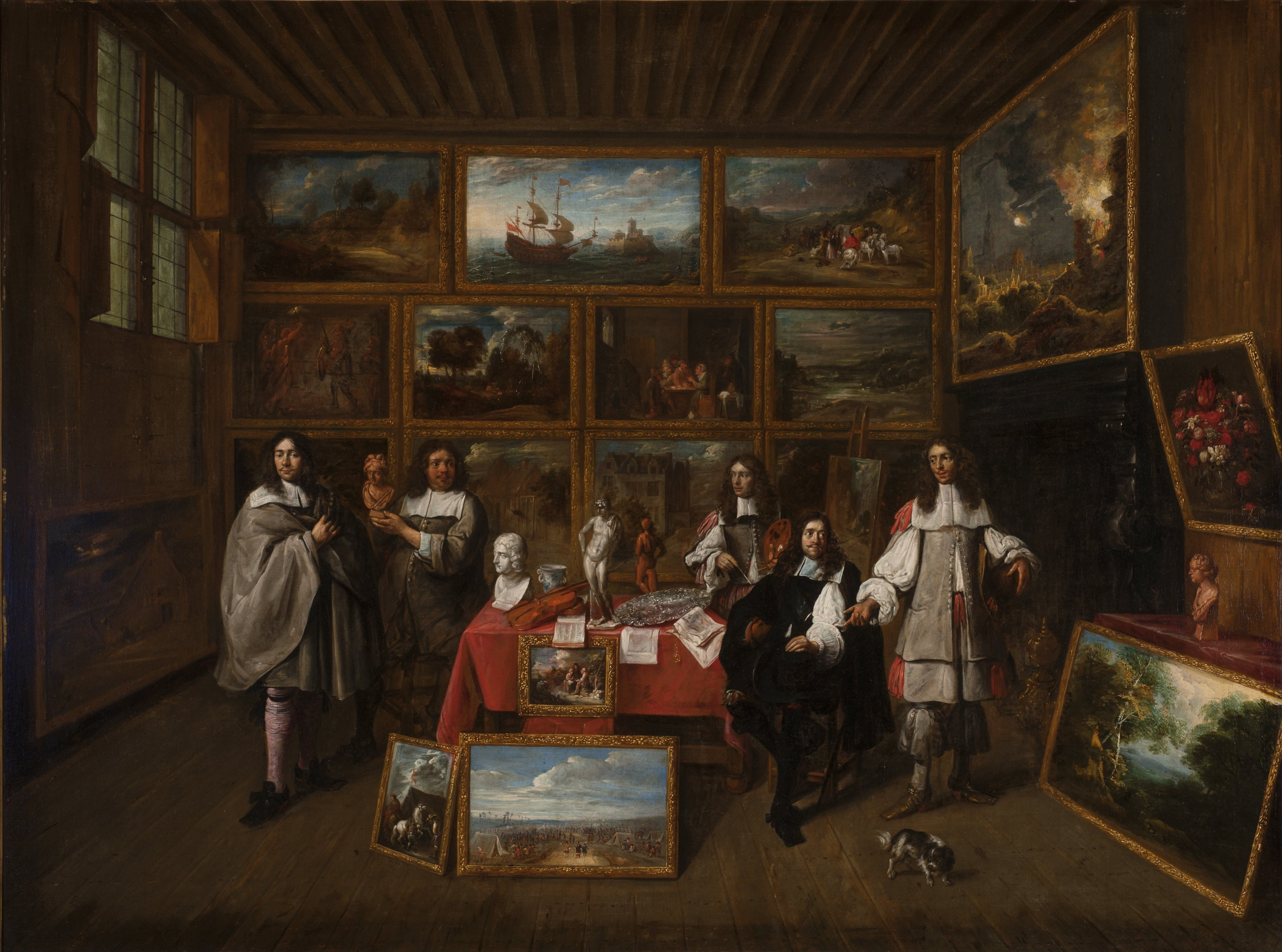
گیلیس ون تیلبورگ،  گالری عکس، سی. ۱۶۶۵